# Ayuda desligada

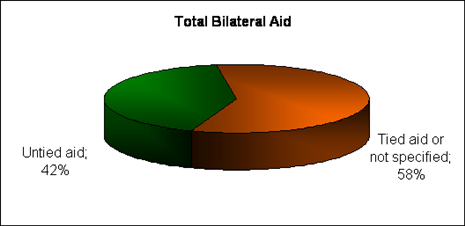
Distribución en 2006 de la ayuda al desarrollo desligada (verde) y ligada (naranja)

La ayuda desligada es ayuda a países en desarrollo que pueden gastar para comprar productos o servicios (bienes) de virtualmente cualquier país, incluido el receptor. Contrasta con la ayuda ligada, que solo puede gastarse en bienes suministrados por empresas del país donante o de una selección limitada de países.
La Declaración de París sobre la eficacia de la ayuda propone que toda la ayuda sea desligada.

## Razones para utilizar la ayuda desligada
Uno de los argumentos principales a favor de la ayuda desligada es que la ligada puede crear importantes distorsiones en el mercado al limitar los países donde el receptor puede hacer compras. Estas limitaciones dificultan al receptor encontrar el país con la mejor relación coste-beneficio para gastar la ayuda. La OCDE estimó que los bienes adquiridos con ayuda ligada resultan de un 20 a un 30 % más caros que los adquiridos con ayuda desligada. Además, la ayuda ligada a menudo favorece bienes intensivos en capital y consejos principalmente en el área en la que es experto el país donante, que puede no coincidir con las áreas de necesidades del país receptor. Esto puede llevar a los receptores a hacer compras inapropiadas para alcanzar sus objetivos de desarrollo.
Además, la administración de la ayuda ligada requiere mayores burocracias tanto en el donante como el receptor. Desligar la ayuda presumiblemente daría a los receptores mayor libertad para escoger cómo gastan sus recursos, centrándose en los bienes que más necesitan y adquiriéndolos de los suministradores con mejor relación coste-eficacia. Desligar la ayuda permitiría que fuera empleada más eficientemente, aumentando así su impacto sin aumentar la cantidad de dinero que a ella dedican los donantes.